# Breitspiegel-Nachtschwalbe
Die Breitspiegel-Nachtschwalbe (Systellura longirostris) oder Große Spiegelnachtschwalbe ist eine Vogelart aus der Familie der Nachtschwalben (Caprimulgidae).
Sie ist in Südamerika weitverbreitet und kommt in den Anden, in Argentinien, Bolivien, Brasilien, Chile, Ecuador, Paraguay, Peru, in der Sierra Nevada de Santa Marta in Kolumbien, auf den Tepuis im Bergland von Guayana, in Uruguay und an der Küste Venezuelas vor.
Ihr Verbreitungsgebiet umfasst eine weite Spanne an Lebensräumen wie Waldränder feuchten Bergwaldes, Lichtungen, offene baum- oder buschbestandene Flächen, trockene Halbwüsten, Páramos, auch Dächer in Städten.

## Beschreibung
Die Breitspiegel-Nachtschwalbe ist 20–27 cm groß, das Männchen wiegt zwischen 36 und 63 g, das Weibchen zwischen 32 und 71 g. Die Oberseite ist graubraun schwarzbraun gestreift oder schwarzbraun gefleckt. Die Unterseite und die Kehle sind gelbbraun, die Brust graubraun hell gepunktet. Das Männchen hat weiße Spitzen am Schwanz.

## Stimme
Der Ruf des Männchens wird als wiederholtes, hochtöniges, pfeifendes seeeeeert oder als leises hohes Schnurren beschrieben.

## Geografische Variation
Es werden folgende Unterarten anerkannt:
- S. l. ruficervix (P. L. Sclater, 1866)[5] – Norden Kolumbiens, Nordwesten und Norden Venezuelas, Anden von Venezuela bis Ecuador und Nordwesten Perus (Region Cajamarca)
- S. l. atripunctata Chapman, 1923[6] – Anden von Peru bis Bolivien, Nordchile (südlich bis Antofagasta) und Nordwesten Argentiniens (Provinz Jujuy)
- S. l. bifasciata (Gould, 1837)[7] – Chile (Antofagasta südlich bis Provinz Magallanes) und angrenzender Westen Argentiniens
- S. l. mochaensis (Cleere, 2006)[8] – Mocha Insel und Isla Ascensión vor der chilenischen Küste
- S. l. patagonica (Olrog, 1962)[9] – Argentinien (Córdoba und Buenos Aires südlich bis Santa Cruz)
- S. l. pedrolimae (Grantsau, 2008)[10] – Nordosten Bahias und im Osten Brasiliens
- S. l. longirostris (Bonaparte, 1825)[11], Nominatform – Osten und Südosten Brasiliens (südlich von Espírito Santo), südlich wohl bis Uruguay

## Lebensweise
Die Nahrung besteht aus Nachtfaltern, Käfern und Termiten. Die Nachtschwalbe ist nachtaktiv und jagt oft vom Boden aus.
Die Brutzeit liegt in Venezuela zwischen Februar und September und in Kolumbien zwischen März und November.

## Etymologie und Forschungsgeschichte
Die Erstbeschreibung der Breitspiegel-Nachtschwalbe erfolgte 1825 durch Charles Lucien Jules Laurent Bonaparte unter dem wissenschaftlichen Namen Caprimulgus longirostris. Als Verbreitungsgebiet gab er Südamerika zu. Robert Ridgway führte 1912 die Gattung Systellura für S. l. ruficervix ein. Dieser Begriff leitet sich aus den griechischen Worten »systellō, συστελλω« für »kürzen« und »oura, ουρα« für »Schwanz« ab. Das Artepitheton »longirostris« leitet sich von lateinisch longus ‚lang‘ und lateinisch -rostris, rostrum ‚-schnäblig, Schnabel‘ ab. »Patagonica« bezieht sich auf Patagonien, »mochaensis« auf die Mocha Insel. »Pedrolimae« ehrt Pedro Cerqueira Lima. »Bifasciata« setzt sich aus lateinisch bi-, bis ‚zwei, doppelt‘ und lateinisch fasciatus, fascia ‚gebändert, Band‘ zusammen, »atripunctata« aus lateinisch ater ‚schwarz‘ und lateinisch punctatus, punctum, pungere ‚gefleckt, Flecken, punkten‘ und »ruficervix« aus lateinisch rufus ‚rot‘ und lateinisch cervix, cervicis ‚Nacken‘ zusammen. Alfred Laubmann bezweifelt in seinem Werk Die Vögel von Paraguay aufgrund fehlender geeigneter Nachweise ein Vorkommen in Paraguay. Er nannte einzig Ángel Rafael Zotta als Quelle für Paraguay, ohne dass dieser hier nähere Angaben machen konnte.

## Gefährdungssituation
Die Breitspiegel-Nachtschwalbe gilt als „nicht gefährdet“ (least concern).